# Сърбиянци
Сърбиянци са наричани жителите на Сърбия, а в по-тесен смисъл - на Централна Сърбия и по-специално на Шумадия. 
Изразът е много спорен езиково и политически. За много хора той е обиден. 

Старите разбирания за местожителството на сърбиянците е: 
| „ | ((sr)) Једно време Србијанцем се сматрала особа српске националности која живи негде између Земуна и Лесковца, или макар до административне границе са Косовом. | “ |